# Liste deutschsprachiger Schriftsteller/B

## Ba

### Baa – Bam
- Johannes Baader (1875–1955)
- Johannes Baargeld (1892–1927)
- Julius Bab (1880–1955)
- Alexander Babendieck (1836–1902)
- Arthur Babillotte (1887–1916)
- Joseph Marius von Babo (1756–1822)
- Diederich Georg Babst (1741–1800)
- Hans Bach (1940)
- Inka Bach (1956)
- Mischa Bach (1966)
- Rudolf Bach (1901–1957)
- Tamara Bach (1976)
- Ingrid Bachér (1930)
- Julius Bacher (1810–1890)
- Karl Bacher (1884–1954)
- Therese von Bacheracht (Therese) (1804–1852)
- Gustav Bacherer (1813–1850)
- Wolfgang Bächler (1925–2007)
- Daniel Oliver Bachmann (1965)
- Guido Bachmann (1940–2003)
- Ingeborg Bachmann (1926–1973)
- Luise George Bachmann (1903–1976)
- Hermann Bachmann (1856–1920)
- Tobias Bachmann (1977)
- Wilhelm Bachmann (1890–1958)
- Erika von Bachoff (auch: Watzdorf-Bachoff) (1878–1963)
- Johann Friedrich Bachstrom (1686–1742)
- Albert Bächtold (1891–1981)
- Claus Back (1904–1969)
- Andreas Bäcker (1970)
- Heimrad Bäcker (1925–2003)
- Hermann Bäcker (1867–1928)
- Ernst Bacmeister (1874–1971)
- Lucie Bacmeister (1843–1904)
- Ludwig Adolph Franz Josef von Baczko (1756–1823)
- Ernst Bader (1914–1999)
- Hermann Baeblich, Pseudonym James Wood, Dr. H. Liebach (1832–?)
- Heinz-Peter Baecker (1945–2015)
- Frank Baer (1938)
- Arthur Bagemühl (1891–1972)
- Paul Bahlmann (1857–1937)
- Waldo Bahmann (1885–1971)
- Hermann Bahr (1863–1934)
- Hans Bahrs (1917–1983)
- Rudolf Bahro (1935–1997)
- Helmut Baierl (1926–2005)
- Bettina Balàka (1966)
- Jakob Balde (1604–1668)
- Alexander Baldus (1900–1971)
- Hermann Baldus (1957)
- Theodor Balk, eigentlich Fodor Dragutin (1900–1974)
- Bärbel Balke (1947)
- Georg Adam Ball (1799–1846)
- Hugo Ball (1886–1927)
- Kurt Herwarth Ball (1903–1977)
- Emmy Ball-Hennings (1885–1948)
- Helmut Ballot (1917–1988)
- Alexander Bálly (1964)
- Dres Balmer (1949)
- Johanna Baltz, Pseudonym Helene Busch (1847–1918)
- Alexandra Balzer (1976)
- Peter Bamm, eigentlich Curt Emmrich (1897–1975)

### Ban – Bat
- Carmen-Francesca Banciu (1955)
- Otto Banck (1824–1916)
- Henrich Bandlow (1855–1933)
- Zsuzsa Bánk (1965)
- Ewald Banse (1883–1953)
- Hans Ulrich Bänziger (1938)
- Sophie Barazetti (1858–1929)
- Christiane Barckhausen (1942)
- Eginhard von Barfus (1825–1909)
- Lukas Bärfuss (1971)
- Gustav Barinka (1874–1924)
- Ernst Barlach (1870–1938)
- Christian Bärmann (1881–1924)
- Georg Nicolaus Bärmann (1785–1850)
- Christian Baron (1985)
- Gerhart Baron (1904–1978)
- Hans Dieter Baroth (1937–2008)
- Paul Barsch (1860–1931)
- Adolf Bartels (1862–1945)
- Adolf Georg Bartels (1904–1978)
- Friedrich Bartels (1877–1928)
- Martina Bartels (1969)
- Emil Barth (1900–1958)
- Rosa Maria Barth (1879–1958)
- Hartmut Barth-Engelbart (1947)
- Kurt Barthel, Pseudonym Kuba (1914–1967)
- Ludwig Friedrich Barthel (1898–1962)
- Max Barthel (1893–1975)
- Willy Bartock (1915–1995)
- Joachim Bartholomae (1956)
- Barbara Bartos-Höppner (1923–2006)
- Władysław Bartoszewski (1922–2015)
- Heinrich Bartsch (1904–1987)
- Kurt Bartsch (1937–2010)
- Rudolf Bartsch (1929–1981)
- Rudolf Hans Bartsch (1873–1952)
- Rudolf Jürgen Bartsch (1921–2000)
- Susanne Bartsch (1968)
- Wilhelm Bartsch (1950)
- Karl Bartz (1900–1956)
- Günter Barudio (1942–2022)
- Karlheinz Barwasser (1950)
- Erica de Bary (1907–2007)
- Gabriel Barylli (1957)
- Paul Barz (1943–2013)
- Stefan Barz (1975)
- Walter Basan (1920–1999)
- Johann Bernhard Basedow (1724–1790)
- Otto Basil (1901–1983)
- Gerdt von Bassewitz (1878–1923)
- Horst Bastian (1939–1986)
- Till Bastian (1949)
- Ludwig Bäte (1892–1977)
- Hans Bator (1896–1974)
- Maria Batzer (1877–1965)

### Bau – Baz
- Hermann Bauch (1856–1924)
- Paul Baudisch (1899–1977)
- Albert Bauer (1890–1960)
- Christoph Bauer (1957–2017)
- Christoph W. Bauer (1968)
- Edgar Bauer, Pseudonym Martin von Geismar (1820–1886)
- Elvira Bauer (1915–?)
- Erwin Heinrich Bauer (1857–1901)
- Ferry Bauer (1916–2010)
- Franz Bauer (1901–1969)
- Heinrich Bauer (1896–1975)
- Josef Martin Bauer (1901–1970)
- Jutta Bauer (1955)
- Klara Bauer (1836–1876)
- Petra A. Bauer (1964)
- Ludwig Bauer (1876–1935)
- Walter Bauer (1904–1976)
- Walter Alexander Bauer (1921–2011)
- Werner Bauer (1925–1994)
- Wolfgang Bauer (1941–2005)
- Adolf Bäuerle (1786–1859)
- Alexander Bauermeister, Pseudonym Agricola (1889–1940)
- Eduard von Bauernfeld (1802–1890)
- Igor Bauersima (1964)
- Oskar Baum (1883–1941)
- Peter Baum (1869–1916)
- Vicky Baum (1888–1960)
- Alexander Baumann (Dichter) (1814–1857)
- Erna Baumann (1899–1968)
- Hans Baumann (1914–1988)
- Rudolf Baumbach (1840–1905)
- Gabriele von Baumberg (1766–1839)
- Gertrud Bäumer (1873–1954)
- Walter Baumert (1929–2016)
- Lisa Baumfeld (1877–1897)
- Rudolf Baumgardt (1896–1955)
- Reinhard Baumgart (1929–2003)
- Alexander Gottlieb Baumgarten (1714–1762)
- Jürgen Baumgarten (1964)
- Lili von Baumgarten (1886–?)
- Alexander Baumgartner (1841–1910)
- Alfred Clemens Baumgärtner (1928–2009)
- Friedrich Gotthelf Baumgärtner (1759–1843)
- Gerhard Baumrucker (1929–1992)
- Ernst Baur (1889–1966)
- Eva Gesine Baur (* 1960)
- Margrit Baur (1937–2017)
- Werner Baur (1953)
- Ingeborg Bayer (1927–2017)
- Konrad Bayer (1932–1964)
- Thommie Bayer (1953)
- Xaver Bayer (1977)
- Rudolf Bayr (1919–1990)

## Be

### Bea – Beh
- Gotthard de Beauclair (1907–1992)
- Heinrich Bebel (1472–1518)
- Johann Joachim Becher (1635–1682)
- Johannes R. Becher (1891–1958)
- Martin Roda Becher (1944)
- Ulrich Becher (1910–1990)
- Philipp Bechius (1521–1560)
- Wilhelm August Friedrich Bechius (1813–1897)
- Ludwig Bechstein (1801–1860)
- Joachim Bechtle-Bechtinger (1926)
- Heinrich Bechtolsheimer (1868–1950)
- Armin Beck (1917)
- Friedrich Beck (1806–1888)
- Gad Beck (1923–2012)
- Carl Beck (1856–1911)
- Karl Isidor Beck (1817–1879)
- Jürgen Beckelmann (1933–2007)
- August Becker (1828–1891)
- Gottfried Wilhelm Becker (1778–1854)
- Hans Otto Becker (1877–1957)
- Julius Maria Becker (1887–1949)
- Jurek Becker (1937–1997)
- Jürgen Becker (1932–2024)
- Marie Luise Becker(-Strube) (1871–1960)
- Martin Becker (1982)
- Michel Becker (1895–1948)
- Nikolaus Becker (1809–1845)
- Reinhard Paul Becker (1928–2006)
- Rolf Becker (1928–2022)
- Rupert Becker (1759–1823)
- Thorsten Becker (1958)
- Uli Becker (1953)
- Friedrich Beckmann (1803–1866)
- Herbert Beckmann (1960)
- Fritz Beda-Löhner (1883–1942)
- Karl Bednarik (1915–2001)
- Jürg Beeler (1957)
- Alex Beer (1977)
- Johann Beer (1655–1700)
- Michael Beer (1800–1833)
- Natalie Beer (1903–1987)
- Richard Beer-Hofmann (1866–1945)
- Alfred Beetschen (1864–1924)
- Dietmar Beetz (1939)
- Michael Beheim (1416–etwa 1474)
- Martin Beheim-Schwarzbach (1900–1985)
- Carl Friedrich Wilhelm Behl (1889–1968)
- Martin Behm (1557–1622)
- Franz Joachim Behnisch (1920–1983)
- Simone Behnke (1967)
- Heinrich Behnken (1880–1960)
- Renate Behr (1954)
- Dora Eleonore Behrend (1877–1945)
- Ernst Behrends (1891–1982)
- Bertha Behrens (1848–1912)
- Ernst Behrens (1878–1970)
- Hugo Behrens (1820–1910)
- Katja Behrens (1942–2021)
- Sigrid Behrens (1976)
- Rudolf Behrle (1826–1902)
- Axel Beyer (1950)

### Bei – Ben
- Felix Wilhelm Beielstein (1886–1964)
- Maria Beig (1920–2018)
- Lilo Beil (1947–2025)
- Johannes Beilharz (1956)
- Jan Beinßen (1965)
- Erwin Beitelmann (1975)
- Edith Beleites (1953)
- Abdellatif Belfellah (1954)
- Hermann Bellebaum, Pseudonym Hermann von der Sieg (1805–1875)
- Joseph Belli (1849–1927)
- Maria Belli-Gontard (1788–1883)
- Johann Bellin (1618–1660)
- Gerda von Below (1894–1975)
- Emil Belzner (1901–1979)
- Hans Bemmann (1922–2003)
- Helga Bemmann (1933)
- Albert Benary (1881–1963)
- Arnold Bender (1904–1978)
- Augusta Bender (1846–1924)
- Hans Bender (1919–2015)
- Maria Benedickt (1958)
- Ernst Benedikt (1882–1973)
- Roderich Benedix (1811–1873)
- Maria Benemann (1887–1980)
- Moscheh Yaakov Ben-Gavriel (1891–1965)
- Gerhard Bengsch (1928–2004)
- Wilhelm Heinrich Benignus (1861–1931)
- Johann Ernst Benike (1777–1848)
- Walter Benjamin (1892–1940)
- Gottfried Benn (1886–1956)
- Wilhelm Bennecke (1846–1906)
- Julius Eduard Bennert (1856–1929)
- Ludwig Benninghoff (1890–1966)
- Josef Benoni (1870–1957)
- Henry Benrath, eigentlich Albert H. Rausch (1882–1949)
- Rudolf Bensen (1841–1921)
- Günther Bentele (1941)
- Margarete zur Bentlage (1891–1954)
- José Antonio Benton, Pseudonym Helmut Gaupp-Turgis (1894–?)
- Max Bentow (1966)
- Karl Christian Ernst von Bentzel-Sternau (1767–1849)
- Jürgen Benvenuti (1972)
- Elazar Benyoëtz (1937)
- Richard Benz (1884–1966)
- Hans Benzmann (1869–1926)

### Beo – Ber
- Martin Beradt (1881–1949)
- Hans Berbig (1884–1949)
- Alice Berend (1875–1938)
- Josefa Berens-Totenohl (1891–1969)
- Carsten Berg (1959)
- Ellen Berg (1969)
- Jochen Berg (1948–2009)
- Leo Berg (1862–1908)
- Sibylle Berg (1962)
- Friedrich Bergammer (1909–1981)
- Hans Bergel (1925–2022)
- Johann Gottfried Bergemann (1783–1837)
- Werner Bergengruen (1892–1964)
- Christian Paul Berger (1957)
- Felix Berger (1989)
- Friedemann Berger (1940–2009)
- Fritz Berger (1872–1935)
- Gisela Berger (1878–1961)
- Herbert Berger (1932–1999)
- Hagen Berger (1968)
- Joe Berger (1939–1991)
- Johann Baptist Berger (1806–1888)
- Karl Heinz Berger (1928–1994)
- Lore Berger (1921–1943)
- Mik Berger (1958)
- Raimund Berger (1917–1954)
- Rudolf Berger (1914–1959)
- Siegfried Berger (1891–1946)
- Thomas Berger (1952)
- Uwe Berger (1928–2014)
- Wilhelm Richard Berger (1935–1996)
- Markus Berges (1966)
- Ernst Bergfeld (1885–1969)
- Erika Berghöfer (1928)
- Franz Xaver Amand Berghofer (1745–1825)
- C. C. Bergius, eigentlich Egon-Maria Zimmer (1910–1996)
- Paul Berglar-Schröer (1884–1944)
- Albert Bergmann (1876–1924)
- Rolf Bergmann (1942–2015)
- Ulrich Bergmann (1945)
- Werner Bergmann (1804–1890)
- Edith Bergner (1917–1998)
- Karlhermann Bergner (1922–1996)
- Ulrich Berkes (1936–2022)
- Ulla Berkéwicz (1948)
- Arthur Berkun (1888–1954)
- Malou Berlin (* 1961)
- Peter Berling (1934–2017)
- Regina Berlinghof (1947)
- Moritz Bermann (1823–1895)
- Richard Arnold Bermann (1883–1939)
- Anna Bernard (1865–1938)
- Klaus Bernarding (1935–2022)
- Rudolf Bernauer (1880–1953)
- Jacques Berndorf (1936–2022)
- Hans Rudolf Berndorff (1895–1963)
- Karl-Heinz Berndt (1923–1993)
- Karl Gustav von Berneck (1803–1871)
- Urs Berner (1944)
- Thomas Bernhard (1931–1989)
- Wolfgang Bernhardi (1840–1896)
- Alexandra Bernhardt (1974)
- Christian Bernhardt (1964)
- Claire Bernhardt (1860–1909)
- Helene Bernhardt (1873–?)
- Marieluise Bernhard-von Luttitz (1913–1997)
- Jörg Bernig (1963)
- Carl Albrecht Bernoulli (1868–1937)
- Walter Bernsmann (1889–?)
- Elsa Bernstein (1866–1949)
- F. W. Bernstein (1938–2018)
- Max Bernstein (1854–1925)
- Mia Bernstein (1970)
- Hans Nikolaus Ernst von Bernstorff (1851–1915)
- Ferdinand Bernt (1876–1915)
- Alexander von Bernus (1880–1965)
- Christa von Bernuth (1961)
- Sascha Berst-Frediani (1964)
- Julius Berstl (1883–1975)
- Lene Bertelsmann (1903–1981)
- Berthold von Regensburg (≈1210–1272)
- Gustav Adolph Berthold (1819–1894)
- Helene Berthold (1855–1925)
- Theodor Berthold (1841–1909)
- Ernst Bertram (1884–1957)
- Nika Bertram (1970)
- Gottlieb Bertrand (1775–1813)
- Hugo Bertsch (1851–1935)
- Nikolaus Berwanger (1935–1989)

### Bes – Bez
- Lutz Besch (1918–2000)
- Horst Beseler (1925–2020)
- Sascha Besier (1972)
- Hans Eberhard von Besser (1895–1974)
- Johann von Besser (1654–1729)
- Joachim Bessing (1971)
- Waldemar Besson (1929–1971)
- Otto F. Best (1929–2008)
- Konrad Beste (1890–1958)
- Berta Bethge, Pseudonym Caritas (1829–1905)
- Friedrich Bethge (1891–1963)
- Hans Bethge (1876–1946)
- Joachim Betke (1601–1663)
- Lotte Betke (1905–2008)
- Roland Betsch (1888–1945)
- Fritz Ernst Bettauer, Pseudonym Fritz Ernst (1887–1952)
- Hugo Bettauer (1872–1925)
- Manfred Bettinger (1954)
- Martin Bettinger (1957)
- Klaus Beuchler (1926–1992)
- Werner Beumelburg (1899–1963)
- Stefan Beuse (1967)
- Angelius Beuthien (1834–1926)
- Maja Beutler (1936–2021)
- Margarete Beutler (1876–1949)
- Peter Beutler (1942)
- Hermann Beuttenmüller (1881–1960)
- Max Bewer (1861–1921)
- Bernd Beyer (Schriftsteller) (1955)
- Carl Beyer (Archivar) (1848–1900)
- Carl Beyer (Pastor) (1847–1923)
- Claire Beyer (1947)
- Konrad Beyer (1834–1906)
- Marcel Beyer (1965)
- Beppo Beyerl (1955)
- Franz Adam Beyerlein (1871–1949)
- Gabriele Beyerlein (1949)
- Jochen Beyse (1949)
- Helmut Bez (1930–2019)

## Bi
- Ernst von Bibra (1806–1878)
- Peter Bichsel (1935–2025)
- Martina Bick (1956)
- Greta Bickelhaupt (1865–1919)
- Jakob Bidermann (1578–1639)
- Anna Biebendt (1848–)
- Horst Bieber (1942–2020)
- Rolf Biebricher (1931–1997)
- Peter Biele (1931–2021)
- Manfred Bieler (1934–2002)
- Annette Biemer (1966)
- Horst Bienek (1930–1990)
- Karl Bienenstein (1869–1927)
- Christian Bieniek (1956–2005)
- Otto Julius Bierbaum (1865–1910)
- Pieke Biermann (1950)
- Wolf Biermann (1936)
- Hans-Harder Biermann-Ratjen (1901–1969)
- Horst Biernath (1905–1978)
- Johann Christoph Biernatzki (1795–1840)
- Kurt Biesalski (1935–2022)
- Heinrich Biesenbach (1863–1926)
- Jakob Hubert Biesenbach (1870–1947)
- Hartmut Biewald (1943)
- Edith Biewend (1923–2005)
- Ludwig Benedict Franz von Bilderbeck (1766–1856)
- Elli Bilecki (1888–1918)
- Maxim Biller (1960)
- Susanne Billig (1961)
- Richard Billinger (1890–1965)
- Fritz Oswald Bilse (1878–1951)
- Helene Binder (1855–1915)
- Wilhelm Binder (1909–2004)
- Sibylle Luise Binder (1960–2020)
- Christiane Binder-Gasper (1935–2023)
- Rudolf G. Binding (1867–1938)
- Ida Bindschedler (1854–1919)
- Horst Bingel (1933–2008)
- Otti Binswanger (1896–1971)
- August von Binzer (1793–1868)
- Charlotte Birch-Pfeiffer (1800–1868)
- Sixtus Birck (1501–1554)
- Friedrich Ludwig Heinrich Bird (1791–1851)
- Sigmund von Birken (1626–1681)
- Günther Birkenfeld (1901–1966)
- Andreas Birkner (1911–1998)
- Friede Birkner, eigentlich Frieda Stein (1891–1985)
- Charlotte Birnbaum (1900–1981)
- Johann Georg Birnstiel (1858–1927)
- Theodor Birt (1852–1933)
- Charitas Bischoff (1848–1925)
- Friedrich Bischoff (1896–1976)
- Josef Eduard Konrad Bischoff (1828–1920)
- Gerald Bisinger (1936–1999)
- Matthias Biskupek (1950–2021)
- Henriette von Bissing (1798–1879)
- Roswitha Bitterlich (1920–2015)
- Monika Bittl (1963–2022)
- Julius Bittner (1874–1939)
- Karl Gustav Bittner (1896–1963)
- Wolfgang Bittner (1941)
- Dietmar Bittrich (1958)
- Max Bittrich (1867–1959)

## Bl
- Erna Blaas (1895–1990)
- Franz Blaas (1955)
- Walther Blachetta (1891–1959)
- Tom Blaffert (1953)
- Johann Andreas Blaha (1892–1984)
- Ute Blaich (1939–2004)
- Herbert Blank (1899–1958)
- Richard Blank (1939–2022)
- Stefan Blankertz (1956)
- Fanny Blaschnigk (1827–1906)
- Richard Blasius, Pseudonym Karl Richard (1885–1968)
- Ernst Blass (1890–1939)
- Silvio Blatter (1946)
- Heinrich Blechner, Pseudonym Intimus (1845–1901)
- Manfred Blechschmidt (1923–2015)
- Franz Blei (1871–1942)
- Ernst Günther Bleisch (1914–2003)
- Nico Bleutge (1972)
- Fritz Bley (1853–1931)
- Karl Bleibtreu (1859–1928)
- Detlef Bernd Blettenberg (1949)
- Brigitte Blobel (1942–2024)
- Roswitha Bloch (1957)
- Walter Bloch (1943)
- August Hermann Block (1841–1900)
- Paul Block (1862–1934)
- Detlef Blöcher (1953)
- Walter Bloem (1868–1951)
- Philipp Blom (* 1970)
- Anna von Blomberg (1858–1907)
- Wilhelm Blos (1849–1927)
- Hans Blüher (1888–1955)
- Hans Blum (1841–1910)
- Klara Blum (1904–1971)
- Joachim Christian Blum (1739–1790)
- Ruth Blum (1913–1975)
- Aloys Blumauer (1755–1798)
- Katharina Blümcke (1891–1976)
- Bernhard Blume (1901–1978)
- Bruno Blume (* 1972)
- Bettina Blumenberg (1947)
- Wilhelm Blumenhagen (1781–1839)
- Oscar Blumenthal (1852–1917)
- August Blumröder (1776–1860)
- Hans Friedrich Blunck (1888–1961)
- Victor Blüthgen (1844–1920)

## Bo

### Boa – Boh
- Eduard Boas (1815–1853)
- Horst Boas (1928–2003)
- Johannes Bobrowski (1917–1965)
- Juliane Bobrowski (1951)
- Alfred Bock (1859–1932)
- Claus Victor Bock (1926–2008)
- Kurt Bock (Schriftsteller) (1890–1949)
- Werner Bock (1893–1962)
- Franz Bockel (1798–1879)
- Johann Heinrich Böckel (1780–1844)
- Erich Bockemühl (1885–1968)
- Franz Heinrich Böckh (1787–1831)
- Werner Böcking (1929–2021)
- Manfred Böckl (1948)
- Otto Heinrich Böckler (1867–1932)
- Adolf Walter Bode (1904–?)
- Wilhelm Bode (1862–1922)
- Friedrich von Bodenstedt (1819–1892)
- Jakob Bödewadt (1883–1946)
- Theophile von Bodisco (1873–1944)
- Emanuel von Bodmann (1874–1946)
- Johann Jakob Bodmer (1698–1783)
- Imma von Bodmershof (1895–1982)
- Michael Boenke (1958)
- Bernd Boehle (1906–1963)
- Walter Boehlich (1921–2006)
- Martin Boelitz (1874–1918)
- Hans Boesch (1926–2003)
- Wolfgang Boesch (1939)
- Henning Boëtius (1939–2022)
- Karl Heinrich von Bogatzky (1690–1774)
- Helmut Böger (1949)
- Margot Boger (1888–1968)
- Helene Böhlau (1856–1940)
- Daniela Böhle (1970)
- Ernst Böhlich (1886–1956)
- Anneliese Bohlmann (1905–?)
- Gerhard Bohlmann (1878–1944)
- Hans Böhm (1876–1946)
- Jörg Böhm (1979–2019)
- Bruno Emil Böhme (1854–1891)
- Herbert Böhme (1907–1971)
- Irene Böhme (1933)
- Jakob Böhme (1575–1624)
- Margarete Böhme (1867–1939)
- Thomas Böhme (1955)
- Bernd Bohmeier (1943)
- Hedwig Böhmel (1903–?)
- Otto A. Böhmer (1949)
- Paulus Böhmer (1936–2018)
- Frank Böhmert (1962)
- Alfred Bohnagen (1877–?)
- Theodor Paul Bohner, Pseudonym Paul Hirner (1882–1963)
- Karl Heinz Bohrer (1932–2021)
- August Bohse (1661–1742)

### Boi – Boo
- Heinrich Christian Boie (1744–1806)
- Kirsten Boie (1950)
- Margarete Boie (1880–1946)
- Paul von Bojanowski (1834–1915)
- Gerhard Bolaender (1957)
- Karl Heinz Bolay (1914–1993)
- Urs Böke (1975)
- Klaus Böldl (1964)
- Monika Boldt (1969)
- Paul Boldt (1885–1921)
- Uwe Bolius (1940–2014)
- Annemarie Böll (1910–2004)
- Heinrich Böll (1917–1985)
- Viktor Böll (1948–2009)
- Armin Bollinger (1913–1995)
- Barbara Bollwahn (1964–2018)
- Wilhelm Bölsche (1861–1939)
- Amely Bölte (1811–1891)
- Heinz Bolten-Barckers (1871–1938)
- Ludwig Böme (1786–1837)
- Karl Bömers (1848–1888)
- Andrew Bond (1965)
- Hans Bongardt (1876–1966)
- Barbara Bongartz (1957)
- Rolf Bongs (1907–1981)
- Otto Bonhoff (1931–2001)
- Franz Böni (1952–2023)
- Anna von Bonin, Pseudonym Hans Werder (1856–1933)
- Marietta Böning (1971)
- Dana Bönisch (1982)
- Ferdinand Bonn (1861–1933)
- Georg Bonne (1859–1945)
- Mirko Bonné (1965)
- Achim Helmut Bonsels (1963)
- Bernd Holger Bonsels (1907–1978)
- Waldemar Bonsels (1880–1952)
- Ralf Bönt (1963)
- Dirk van den Boom (1966)
- Friedrich Boor (1844–1919)

### Bop – Boz
- Rudolf Borchardt (1877–1945)
- Elsbeth Borchart (1878–19**)
- Elisabeth Borchers (1926–2013)
- Wolfgang Borchert (1921–1947)
- Karl Friedrich Borée (1886–1964)
- Alexander Borell (1913–1998)
- Martina Borger (1956)
- Nicolai Borger (1974)
- Otto Borger (1904–1994)
- Otto Boris (1887–1957)
- Hinrich Borkenstein (1705–1777)
- Nicolas Born (1937–1979)
- Ludwig Börne (1786–1837)
- Ernst Bornemann (1915–1995)
- Jakob Wilhelm Bornemann (1766–1851)
- Klaus D. Bornemann (1949)
- Winfried Bornemann (1944)
- Jochen Börner (1922–1997)
- Otto Borngräber (1874–1916)
- Ernst Bornschein, Pseudonym Johann Friedrich Kessler, Christian Friedrich Möller (1774–1838)
- Simon Borowiak (1964)
- Kay Borowsky (1943)
- Martha Maria Bosch (1917–1997)
- Harry Böseke (1950–2015)
- Horst Bosetzky (1938–2018)
- Monika Böss (1950)
- Hermann Boßdorf (1877–1921)
- Heinrich Christoph Friedrich Bosse, Pseudonym Heinrich Friedrich (1848–1909)
- Rolf Bossert (1952–1986)
- Jakob Boßhart (1862–1924)
- Anton Graf Bossi Fedrigotti (1901–1990)
- Nora Bossong (1982)
- Sabine Both (1970)
- Helmuth Maximilian Böttcher (1895–1979)
- Jan Böttcher (1973)
- Maximilian Böttcher (1872–1950)
- Sven Böttcher (1964)
- Fritz Böttger (1909–1994)
- Hermann von Bötticher (1887–1941)
- Karl August Böttiger (1760–1835)
- Helmut Böttiger (1940)
- Helmut Böttiger (1956)
- Klaus Bourquain (1938–2023)
- Arwed Bouvier (1936–2012)
- Silvia Bovenschen (1946–2017)
- Margret Boveri (1900–1975)
- Robert Boxberger (1836–1890)
- Ida Boy-Ed (1852–1928)
- Bô Yin Râ, eigentlich Joseph Anton Schneiderfranken (1876–1943)
- Johannes Wilhelm Boysen (1834–1870)

## Br

### Bra – Brd
- Hinrich Braasch (1878–1968)
- Ilse Braatz (1936–2011)
- Kurt Bracharz (1947–2020)
- Karoline Louise Brachmann (1777–1822)
- Albert Emil Brachvogel (1824–1878)
- Carry Brachvogel (1864–1942)
- Wilhelm Bracke (1842–1880)
- Ferdinande von Brackel (1835–1905)
- Harald Braem (1944)
- Helmut M. Braem (1922–1977)
- Boris Brainin (1905–1996)
- Valentin Braitenberg (1926–2011)
- Ulrich Bräker (1735–1798)
- Rainer Brambach (1917–1983)
- Guido K. Brand (1889–1946)
- Kurt Brand (1917–1991)
- Birgit Brandau (1951)
- Hans Brandenburg (1885–1968)
- Hanna Brandenfels (1869–?)
- Wilhelm Brandes (1854–1928)
- Andreas Brandhorst (1956)
- Katja Brandis (1970)
- Mark Brandis, eigentlich Nikolai von Michalewsky (1931–2000)
- Sylvia Brandis Lindström (1959)
- Alec Brändle, eigentlich Alexander Brändle (1923–1984)
- Sönke Brandschwert (1965)
- Alois Brandstetter (1938)
- Dana Brandt (1976)
- Matthias Brandt (1961)
- Rolf Brandt (1886–1953)
- Gerhard Branstner (1927–2008)
- Sebastian Brant (1457–1521)
- Ingmar Brantsch (1940–2013)
- Peter Brasch (1955–2001)
- Thomas Brasch (1945–2001)
- Arik Brauer (1929–2021)
- Franz Braumann (1910–2003)
- Felix Braun (1885–1973)
- Günter Braun (1928–2008)
- Hanns Maria Braun (1910–1979)
- Hans Braun-Bessin (1883–1945)
- Isabella Braun (1815–1886)
- Joachim Braun (* 1960)
- Johanna Braun (1929–2008)
- Lily Braun (1865–1916)
- Marcus Braun (1971)
- Otto Braun (Lyriker) (1897–1918)
- Otto Braun (Parteifunktionär) (1900–1974)
- Peter Braun (1960–2016)
- Reinhold Braun (1879–1959)
- Volker Braun (1939)
- Rudolf Braunburg (1924–1996)
- Rudolf Braune (1907–1932)
- Werner Bräunig (1934–1976)
- Käthe Braun-Prager (1888–1967)
- Max Braun-Rühling (1874–1967)
- Rudolf Braune-Roßla (1866–?)
- Axel Brauns (1963)
- Patrick Brauns (1955)
- Artur Brausewetter, Pseudonym Artur Sewett (1864–1946)
- Erich Brautlacht (1902–1957)
- Joachim Wilhelm von Brawe (1738–1758)

### Bre – Brh
- Beat Brechbühl (1939)
- Bertolt Brecht (1898–1956)
- Friedrich Breckling (1629–1711)
- Hermann Bredehöft (1905–1989)
- Willi Bredel (1901–1964)
- Ilse von Bredow (1922–2014)
- Jürgen Breest (1936–2023)
- Alfred Brehm (1829–1884)
- Bruno Brehm (1892–1974)
- Christian Brehme (1613–1667)
- Fritz Brehmer (1873–1952)
- Brigitte Breidenbach (1947)
- Eduard Breier (1811–1886)
- Fred Breinersdorfer (1946)
- Joseph Breitbach (1903–1980)
- Anton Breitenhofer (1912–1989)
- Johann Jakob Breitinger (1701–1776)
- Adolf von Breitschwert (1824–1885)
- Jan Peter Bremer (1965)
- Bess Brenck-Kalischer, eigentlich Betty Levy (1878–1933)
- Irmela Brender (1935–2017)
- Albert Brennecke (1898–1970)
- Wolf D. Brennecke (1922–2002)
- Wolfgang Brenneisen (1941)
- Hans Georg Brenner (1903–1961)
- Heinz Brenner (1900–1981)
- Paul Adolf Brenner (1910–1967)
- Robert Brenner (1931)
- Wolfgang Brenner (1954)
- Helmut Brennicke (1918–2005)
- Bernard von Brentano (1901–1964)
- Clemens Brentano (1778–1842)
- Christoph Friedrich Bretzner (1748–1807)
- Manfred Breuckmann (1951)
- Guido M. Breuer (1967)
- Theo Breuer (1956)
- Thomas C. Breuer (1952)
- W. Arnold Breuer (1957)
- Dieter Breuers (1935–2015)
- Henriette Brey (1875–1953)
- Reinhard Breymayer (1944–2017)
- Jurij Brězan (1916–2006)
- Thomas Brezina (1963)
- Melitta Breznik (1961)

### Bri – Brn
- Hartmut Brie (1943)
- Adolf Brieger (1832–1912)
- Ludwig Brill (1838–1886)
- Gertrud von den Brincken (1892–1982)
- John Brinckman (1814–1870)
- Jürgen Brinkmann, Pseudonyme Paul Evertier, Arne Sjöberg (1934–1997)
- Karl Gustav Brinckmann (1764–1847)
- Rolf Dieter Brinkmann (1940–1975)
- Karl Brisker (1875–1920)
- Georg Britting (1891–1964)

### Bro – Brt
- Hermann Broch (1886–1951)
- Paul Brock (1900–1986)
- Rudolf Brock, Pseudonym Peter Brock (1916–1982)
- Gertrud von Brockdorff (1893–1961)
- Josef Brocker (1892–1977)
- Barthold Heinrich Brockes (1680–1747)
- Johanna Antonie Broekel (1819–1890)
- Stefan Brockhoff (publiz. 1935–1955)
- Max Brod (1884–1968)
- Roland Brodbeck (* 1966)
- Karl Brodhäcker (1919–2013)
- Günter Brödl (1955–2000)
- Herbert Brödl (1949–2015)
- Johanna Antonie Broekel (1819–1890)
- Karl Broermann (1878–1947)
- Achim Bröger (1944)
- Friedrich Bröger (1912–1973)
- Karl Bröger (1886–1944)
- Wilhelm Wolfgang Bröll (1913–1989)
- Bernhard Brommer (1954)
- Dieter Bromund (1938)
- Arnolt Bronnen, eigentlich Arnold Bronner (1895–1959)
- Barbara Bronnen (1938–2019)
- Ferdinand Bronner (1867–1948)
- Franz Xaver Bronner (1758–1850)
- Wanda Bronska-Pampuch, eigentlich Wanda Pampuch (1911–1972)

### Bru – Brz
- Max von Brück (1904–1988)
- Friedrich Bruckbräu (1792–1874)
- Ferdinand Bruckner, eigentlich Theodor Tagger (1891–1958)
- Karl Bruckner (1906–1982)
- Winfried Bruckner (1937–2003)
- Christine Brückner (1921–1996)
- Otto Brües (1897–1967)
- Gudrun Brug (1949)
- Fritz Brügel (1897–1955)
- Berthold Brügge (1909–1979)
- Werner Brüggemann (1923–2011)
- Marie Brugger (1860–?)
- Marcus Brühl (1975–2015)
- Ruth Brühl (1927)
- Christoph D. Brumme (1962)
- Dominik Brun (1948)
- Friederike Brun (1765–1835)
- Georg Brun (1958)
- Herbert Bruna (1926–2013)
- Elfriede Brüning (1910–2014)
- Sigrid Brunk (1937)
- Eva Brunner (1952)
- Rudolf Brunngraber (1901–1960)
- Ferdinand Brunold (1811–1894)
- Georg Brunold (1953)
- Klaus-Dieter Brunotte (1948–2017)
- Margarete Bruns (1873–1944)
- Max Bruns (1876–1945)
- Marianne Bruns (1897–1994)
- Günter Brus (1938–2024)
- Thomas Brussig (1965)
- Alfred Brust (1891–1934)
- Günter de Bruyn (1926–2020)

## Bu

### Bua – Bun
- Fritz Peter Buch (1894–1964)
- Hans Christoph Buch (1944)
- Walter Buchebner (1929–1964)
- Werner Bucher (1938–2019)
- Lothar-Günther Buchheim (1918–2007)
- Gert Buchheit (1900–1978)
- Hansgeorg Buchholtz (1899–1979)
- Simone Buchholz (1972)
- Josef Buchhorn (1875–1954)
- Elisabeth Büchle (1969)
- Franz Büchler (1904–1990)
- August Buchner (1591–1661)
- Karl Buchner (1800–1872)
- Georg Büchner (1813–1837)
- Johannes Büchner (1902–1973)
- Andreas Heinrich Bucholtz (1607–1671)
- Franz Buchrieser (1937)
- Alfred Buchwald (1876–1947)
- Valeska Buchwald (1862–?)
- Dorothea Buck, auch J. E. Deranders oder Sophie Zerchin (1917–2019)
- Inge Buck (1936)
- Hans-Christian Bues (1948)
- Lutz Büge (1964)
- Christoph Buggert (1937)
- Joseph Buhl (1948)
- Jakob Bührer (1882–1975)
- Werner Buhss (1949–2018)
- Carl Bulcke (1875–1936)
- Hansjürgen Bulkowski (1938–2024)
- Bruno Horst Bull (1933)
- Gisela Bulla (1932–2018)
- Hans Georg Bulla (1949)
- Clara Bülow (1822–1914)
- Heinrich Bulthaupt (1849–1905)
- Georg Bünau, eigentlich Barthel Hanftmann (1862–1943)
- Hanspeter Bundi (1953)
- H.-P. Bungert, eigentlich Hans-Peter Bungert (1957–2013)
- Hans Bunje (1923–2008)
- Karl Bunje (1897–1985)
- Ernst Bunke (1866–1944)
- Ruth Bunkenburg (1922–2015)
- Marie von Bunsen (1860–1941)
- Joseph Hans Bunzel (1907–1975)

### Buo – Buz
- Max Burckhard (1854–1912)
- Minna Burgarth (1877–1965)
- Elise Bürger (1769–1833)
- Gottfried August Bürger (1747–1794)
- Hannes Burger (1937)
- Hermann Burger (1942–1989)
- Georg Theodor August Burghardt (1807–1860)
- Luc Bürgin (1970–2024)
- Christoph Gottehr Burghart (1683–1745)
- Günter Burgmann
- Herbert Burgmüller (1913–1970)
- Heinrich Burhenne (1892–1945)
- Christian Karl Ernst Wilhelm Buri (1758–1817)
- Rosmarie Buri (1930–1994)
- Heinrich Burk (1914–2011)
- Walter Burk (1871–1959)
- Florian Burkhardt (* 1974)
- Erika Burkart (1922–2010)
- Karl Burkert (1884–1979)
- Veit Bürkle, eigentlich Karl Heinrich Bischoff (1900–1978)
- Albert Bürklin (1816–1890)
- Robert Bürkner (1887–1962)
- Gottlob Wilhelm Burmann (1737–1805)
- Brigitte Burmeister (1940)
- Albert Karl Burmester (1908–1974)
- Heinrich Burmester (1839–1889)
- Marie Burmester(-Wolterstorff) (1870–1954)
- Olaf-Axel Burow (1951)
- Paul Burre (1886–1945)
- Friedrich Burschell (1889–1970)
- Karin Burschik (1958)
- Hermann Burte, eigentlich Hermann Strübe (1879–1960)
- Andrea C. Busch (1963–2008)
- Gertrud Busch (1892–1970)
- Karl Busch (1899–1942)
- Peter Busch (1952)
- Petra Busch (1967)
- Wilhelm Busch (1832–1908)
- Josef Büscher (1918–1983)
- Else Buschheuer (1965)
- Wolfgang Buschmann (1943)
- Johannes Buse (1876–1925)
- Michael Buselmeier (1938)
- Annika Büsing (1981)
- Oliver Buslau (1962)
- Carl Hermann Busse (1872–1918)
- Hermann Eris Busse (1891–1947)
- Hugo Busse (1850–1913)
- Georg Busse-Palma (1876–1915)
- Rudolf Bussmann (1947)
- Paul Busson (1873–1924)
- Matthias Buth (1951)
- Christine Busta, eigentlich Christine Dimt (1915–1987)
- Samuel von Butschky (1612–1678)
- Olaf Büttner (1956)
- Felix Buttersack (1865–1950)
- Monika Buttler (1939)
- Karl Friedrich Butz (1877–1941)
- Johannes Butzbach (1477–1516)
- Werner Buxa (1916–1998)

## By
- Georg Bydlinski (1956)
- Robert Byr, eigentlich Karl Robert Emanuel von Bayer (1835–1902)